# Postrk

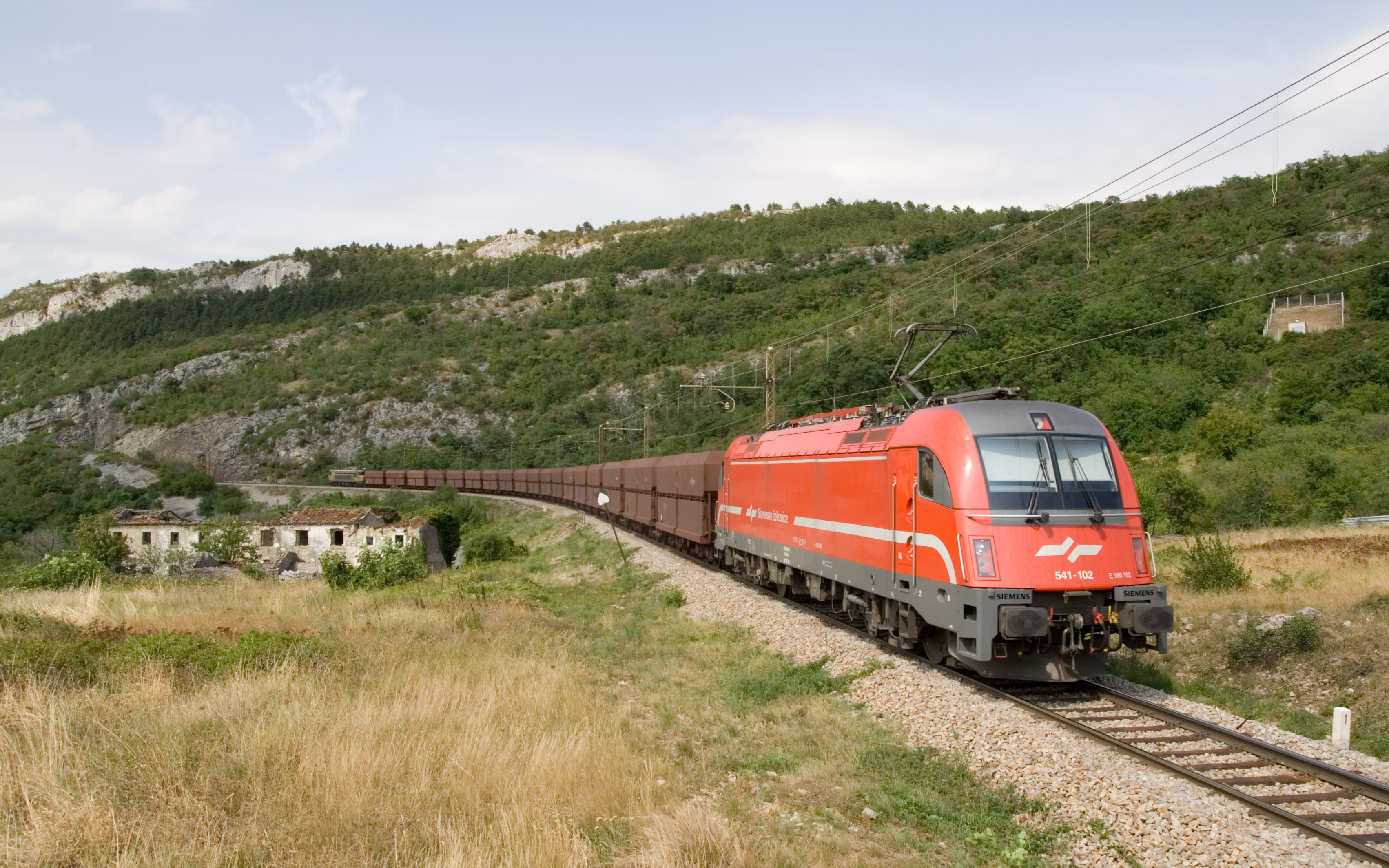
Lokomotiva řady 541 SŽ na postrku nákladního vlaku ve sklonově náročném úseku Koper – Hrpelje-Kozina

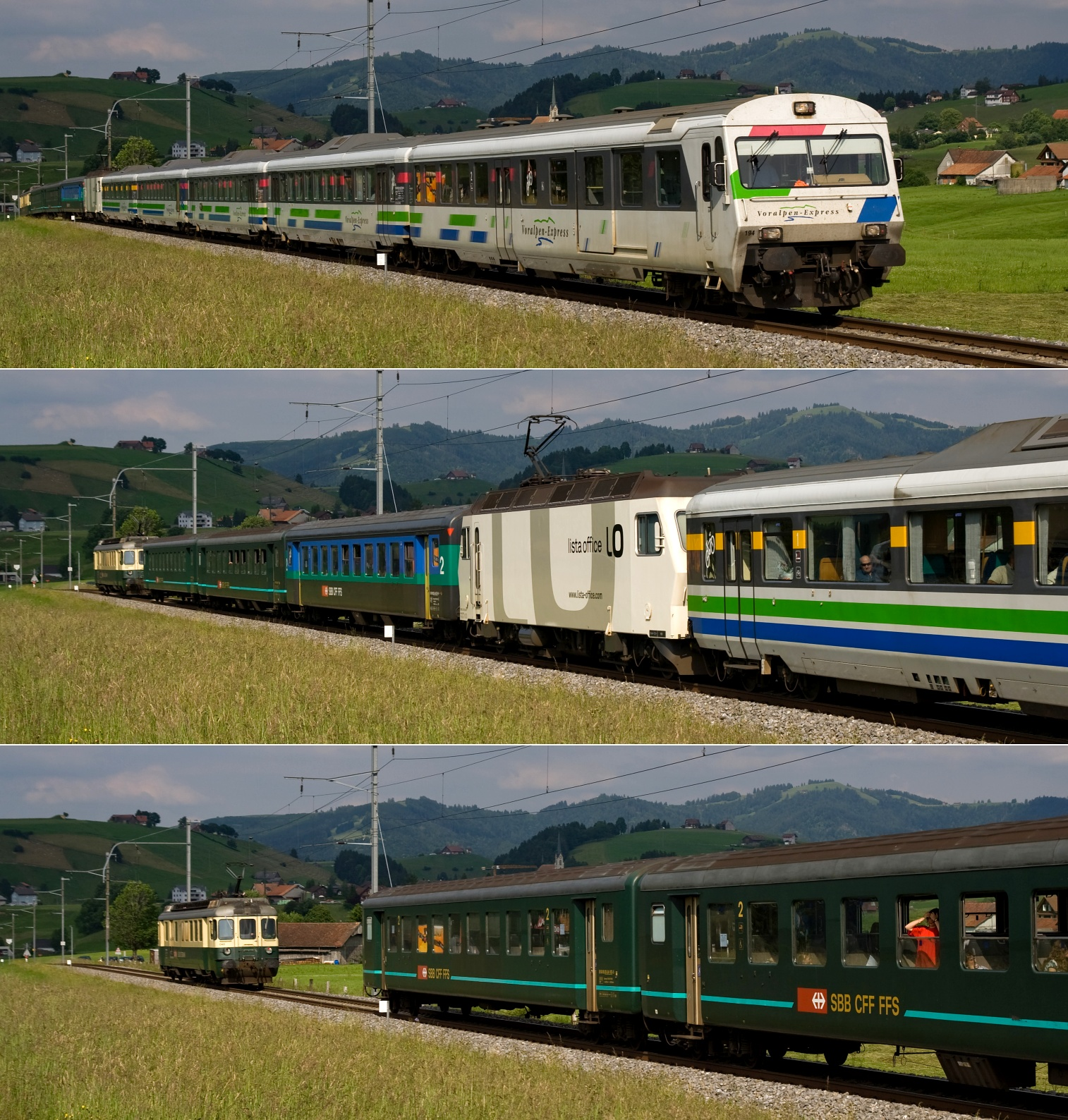
Odstupování nezavěšeného postrku za jízdy vlaku

Postrk je v železniční terminologii část soupravy vlaku, která je sestavena z jednoho nebo více činných hnacích vozidel (zpravidla lokomotiv) umístěných (ve směru jízdy) na konci vlaku. 

## Druhy postrků
- Zavěšený postrk – postrkové hnací vozidlo je k vlaku přivěšeno (spřáhlem) a je zapojeno do průběžné brzdy.
- Nezavěšený postrk – postrkové vozidlo k vlaku není přivěšeno, nebo je přivěšeno, ale není zapojeno do průběžné brzdy. Pokud není přivěšeno, končí postrk svou práci ve stanici nebo na širé trati, aniž by vlak zastavil.

Uvedené definice vycházejí z českých předpisů, v jiných zemích mohou být definice odlišné.

## Použití
Postrky se používají především u vlaků nákladní dopravy pro zvládnutí sklonově náročných úseků. Z tohoto důvodu nemusí být postrkové lokomotivy používány v celé trase vlaku, ale na konec vlaku mohou nastoupit před začátkem stoupání a po jeho zdolání z vlaku odstoupit. V případě, že lokomotiva je na konci vlaku i v úseku, kde není potřebná a nevyvíjí proto tažnou sílu, nepovažuje se za postrk, ale za zavěšenou lokomotivu.
Podobnou úlohu jako postrk mají přípřeže, které se však nacházejí na začátku vlaku.